# کومریو
کومریو (به ایتالیایی: Comerio) یک کومونه در ایتالیا است که در استان وارزه واقع شده‌است.

## خصوصیات
کومریو ۵٫۶ کیلومترمربع مساحت و ۲٬۵۴۹ نفر جمعیت دارد و ۳۸۰ متر بالاتر از سطح دریا واقع شده‌است.